# Cò ke Trung bộ
Cò ke Trung bộ (danh pháp khoa học: Grewia annamica) là một loài thực vật có hoa trong họ Cẩm quỳ. Loài này được Gagnep. mô tả khoa học đầu tiên năm 1943.